# Aangsarang
Aangsarang (nep. आङसराङ) – gaun wikas samiti we wschodniej części Nepalu w strefie Meći w dystrykcie Panchthar. Według nepalskiego spisu powszechnego z 2001 roku liczył on 1080 gospodarstw domowych i 6145 mieszkańców (3149 kobiet i 2996 mężczyzn).